# Peperomia valliculae
Peperomia valliculae är en pepparväxtart som beskrevs av William Trelease. Peperomia valliculae ingår i släktet peperomior, och familjen pepparväxter. Inga underarter finns listade i Catalogue of Life.